# デジタル社会構想会議
デジタル社会構想会議（デジタルしゃかい）こうそうかいぎ、英語: Digital Society Planning Council）は、デジタル庁に置かれた有識者会議である。デジタル社会の形成に向け、デジタル社会形成基本法（令和3年法律第35号）の趣旨を踏まえ、同法に基づく重点計画等について調査・審議を行うことを任務とする。

## 沿革
- 2021年（令和3年）
  - 9月7日 - デジタル庁に設置[2]。
  - 9月28日 - 第1回デジタル社会構想会議[3]
  - 11月4日 - 第2回デジタル社会構想会議[4]
  - 12月8日 - 第3回デジタル社会構想会議[5]

## 組織
座長および構成員は、優れた識見を有する者のうちから、デジタル大臣が選任する。
2021年9月現在の座長および構成員は下記のとおり。
座長
- 村井純 - 慶應義塾大学[大学共通]教授（有期）、慶應義塾大学名誉教授

構成員
- 池田宜永 - 宮崎県都城市長
- 伊藤穰一 – 株式会社デジタルガレージ共同創業者・取締役
- 太田直樹 - 株式会社New Stories代表取締役、元総務大臣補佐官
- 川邊健太郎 – Zホールディングス株式会社代表取締役社長Co-CEO（共同最高経営責任者）、一般社団法人日本IT団体連盟会長
- 國領二郎 - 慶應義塾大学総合政策学部教授
- 越塚登 – 東京大学大学院情報学環・学際情報学府教授
- 夏野剛 – 慶應義塾大学大学院政策・メディア研究科特別招聘教授
- 野田由美子 – ヴェオリア・ジャパン株式会社代表取締役会長
- 平井伸治 - 鳥取県知事、全国知事会会長
- 三木谷浩史 – 楽天グループ株式会社代表取締役会長兼社長、一般社団法人新経済連盟代表理事
- 若宮正子 - 特定非営利活動法人ブロードバンドスクール協会理事